# عبدالله القرنی (بازیکن فوتبال، زاده ۱۹۷۶)
عبدالله القرنی (انگلیسی: Abdullah Al-Karni؛ زادهٔ ۸ اوت ۱۹۷۶) بازیکن فوتبال اهل عربستان سعودی بود.
از باشگاه‌هایی که در آن بازی کرده‌است می‌توان به باشگاه فوتبال الاتحاد، باشگاه فوتبال النصر امارات، و باشگاه فوتبال النصر عربستان سعودی اشاره کرد.
وی همچنین در تیم ملی فوتبال عربستان سعودی بازی کرده‌است.